# Función de relación
La Función de Relación es el proceso por el cual los seres vivos reciben información del medio que les rodea. Es decir, la función de relación vincula al ser vivo con el medio ambiente.
El sistema nervioso, el aparato locomotor y el sistema endocrino son los que colaborarán en esta función de relación. 
Gracias a esta función, el ser humano se encuentra integrado en su medio del que obtiene información a través de receptores sensoriales.
Los sistemas que intervienen son:
- El sistema nervioso.
- El sistema endocrino.
- Los receptores sensoriales: olfato, tacto, gusto, oído y la vista. Estos pueden ser de tipo mecanorreceptores, quimiorreceptores, termorreceptores y fotorreceptores.

Las funciones que permiten a los organismos ponerse en contacto con el medio que lo rodea y tener una adecuada coordinación interna, comprenden dos mecanismos: la coordinación nerviosa y la coordinación química.